# Gustave
Gustave ist ein männlicher Vorname.

## Herkunft und Bedeutung
Gustave ist die französische Form des Vornamens Gustav. Sehr selten wird er auch als weibliche Form des männlichen Vornamens Gustav verwendet.

## Bekannte Namensträger
- Gustave Abel (1901–1988), österreichischer Höhlenforscher
- Gustave Aimard (1818–1883), französischer Autor von Abenteuerromanen
- Gustave Bebbe (* 1982), kamerunischer Fußballspieler
- Gustave Bridel (1827–1884), Schweizer Ingenieur
- Gustave Caillebotte (1848–1894), französischer Maler des Impressionismus, Kunstsammler und Mäzen
- Gustave Charpentier (1860–1956), französischer Komponist
- Gustave Courbet (1819–1877), französischer Maler
- Gustave Doré (1832–1883), französischer Künstler
- Gustave Duverne (1891–1967), französischer Automobilpionier
- Gustave Eiffel (1832–1923), französischer Ingenieur
- Gustave Flaubert (1821–1880), französischer Schriftsteller
- Gustave Flourens (1838–1871), französischer Politiker, Journalist und Ethnograf
- Gustave Garrigou (1884–1963), französischer Radrennfahrer
- Gustave M. Gilbert (1911–1977), US-amerikanischer Gefängnispsychologe
- Gustave Guillaume (1883–1960), französischer Linguist
- Gustave Hervé (1871–1944), französischer Publizist und Politiker
- Gustave Jeanneret (1847–1927), Schweizer Landschafts-, Genre- und Stilllebenmaler sowie Porträtist
- Gustave Kahn (1859–1936), französischer Schriftsteller
- Gustave Klotz (1810–1880), französischer Architekt
- Gustave Lefebvre (1879–1957s), französischer Ägyptologe und Altphilologe
- Gustave Le Bon (1841–1931), französischer Mediziner, Anthropologe, Psychologe, Soziologe und Erfinder
- Gustave Michel (1851–1924), französischer Bildhauer und Medailleur
- Gustave Moreau (1826–1898), französischer Maler und Zeichner des Symbolismus
- Gustave Moynier (1826–1910), Schweizer Jurist, Mitbegründer des Internationalen Komitees vom Roten Kreuz (IKRK)
- Gustave Nadaud (1820–1893), französischer Dichter, Liedermacher und Sänger
- Gustave Pradelle (1839–1891), französischer Lyriker und Dramatiker
- Gustave Preiss (1881–1963), Schweizer Kameramann
- Gustave Rolin-Jaequemyns (1835–1902), belgischer Jurist, Politiker und Diplomat
- Gustave Roud (1897–1976), Schweizer Schriftsteller, Übersetzer und Photograph
- Gustave Schlumberger (1844–1929), französischer Historiker, Byzantinist und Numismatiker
- Gustave Solomon (1930–1996), US-amerikanischer Mathematiker und Ingenieur
- Gustave Trouvé (1839–1902), französischer Erfinder, Elektroingenieur und Chemiker
- Gustave Verbeek (1867–1937), japanisch-niederländischer Zeitungsillustrator
- Gustave Vogt (1781–1870), französischer Oboist, Musikpädagoge und Komponist
- Gustave Wappers (1803–1874), belgischer Maler
- Gustave Zédé (1825–1891), französischer U-Boot-Pionier

Weiblicher Vorname
- Gustave Fecht (1768–1828), Pfarrerstochter und 35 Jahre lang Brieffreundin von Johann Peter Hebel

## Nachweise
1. ↑  Gustave auf www.behindthename.com (engl.)